# 佩鲁齐小堂

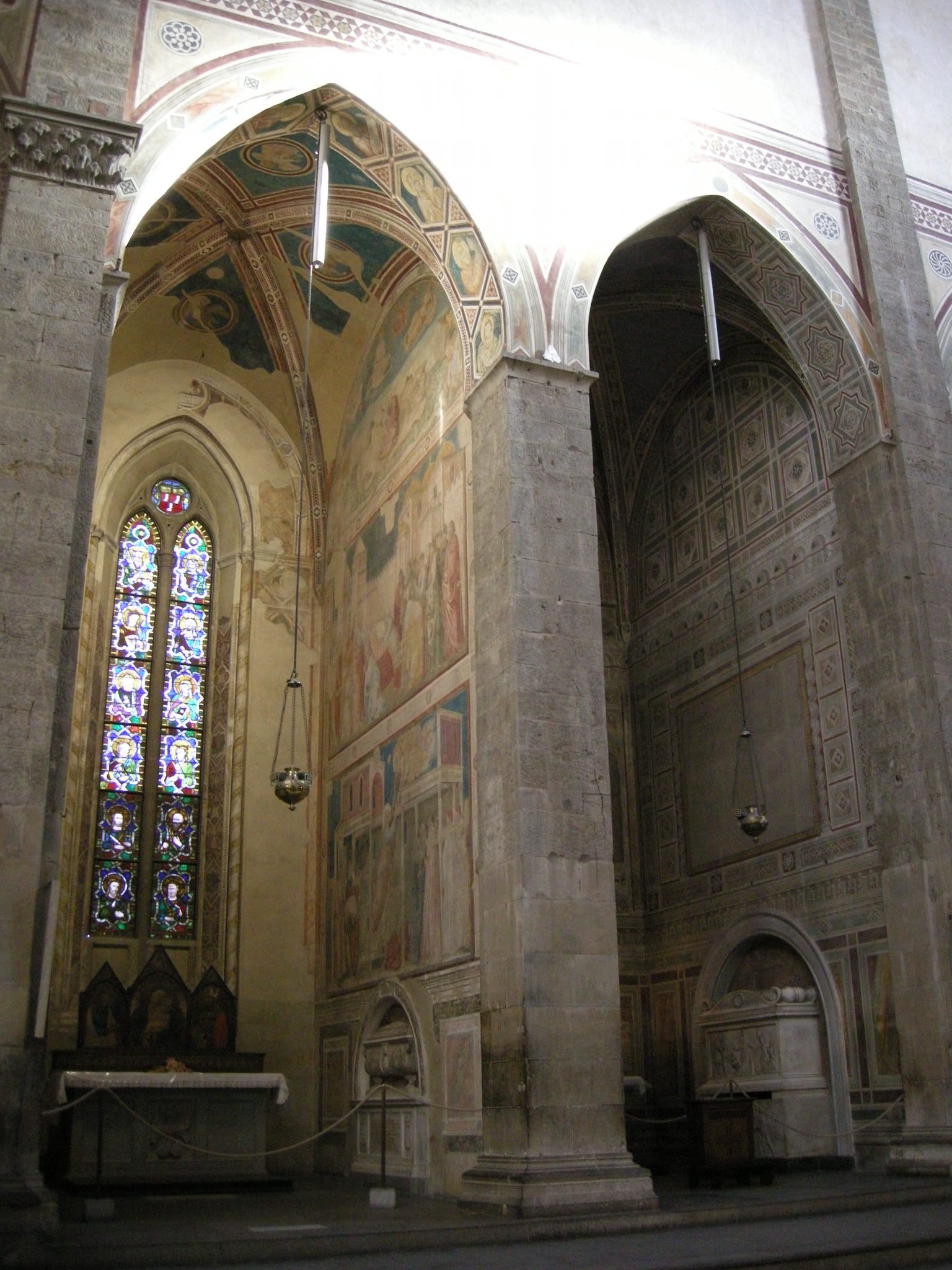

佩鲁齐小堂（意大利语：Cappella Peruzzi）是意大利佛罗伦萨圣十字圣殿（意大利语：Basilica di Santa Croce）内的一个小堂，是唱经楼右侧的第二个小堂。
佩鲁齐小堂内有一组系列湿壁画，由喬托·迪·邦多納（Giotto di Bondone）为这座方济各会修道院创作于1318年至1322年，描绘圣若望和圣若翰洗者。

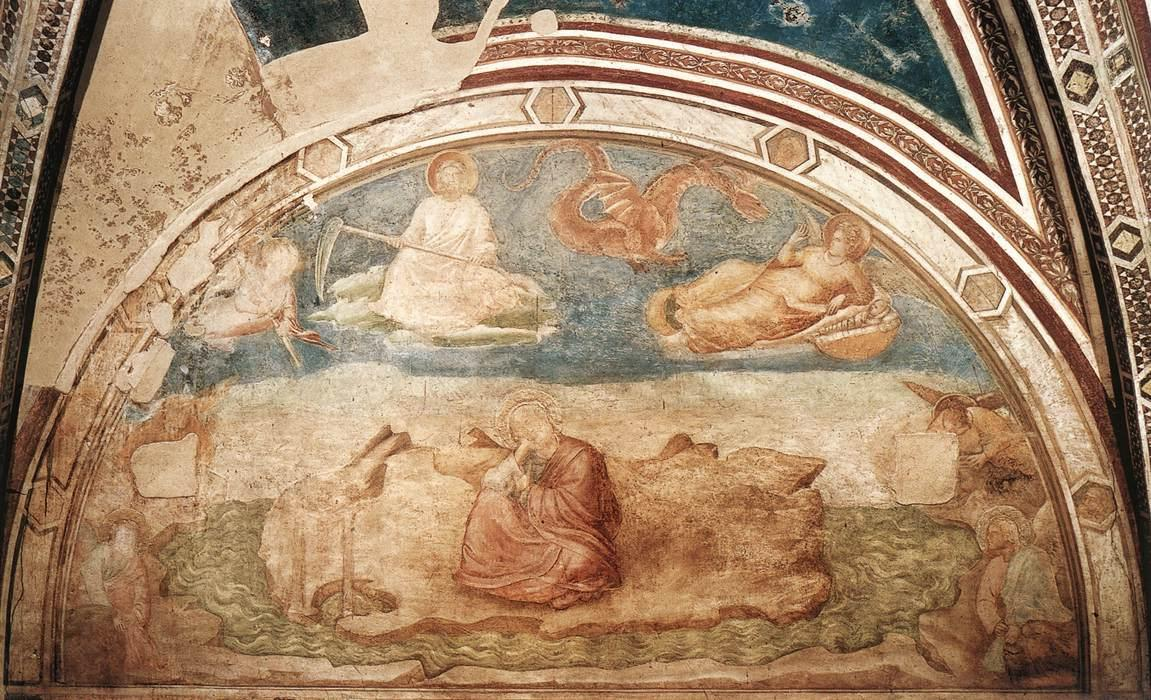
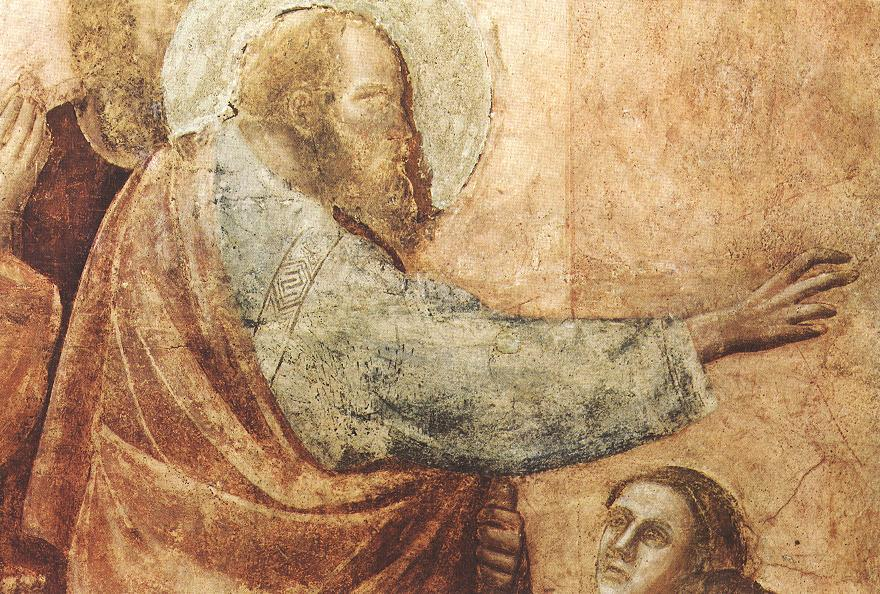
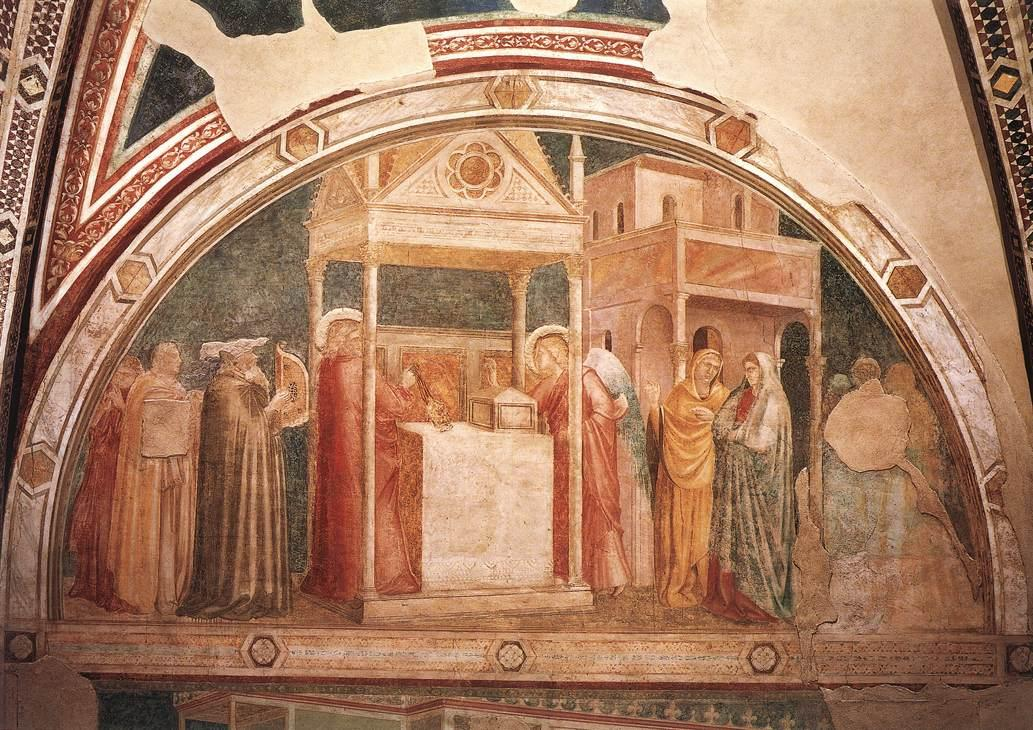
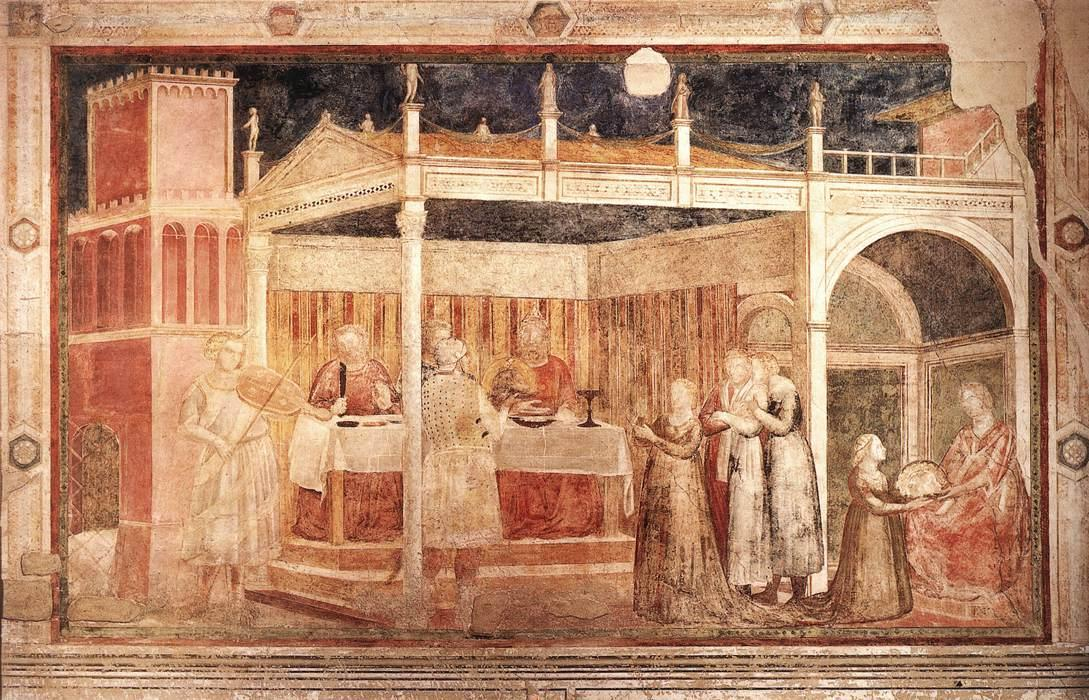